# Georg V av Georgien
Georg V av Georgien född 1286, död 1346, var en georgisk monark. Han var kung i kungariket Georgien mellan 1314 och 1346.